# 田子林
田子林，原寫為佃仔林，是台灣雲林縣大埤鄉的一個傳統地域名稱，位於該鄉西部。相較於今日行政區，其範圍大致包括吉田村南半部、聯美村不含東北部及西南端及西北部、北和村西端及北部西半段。

## 歷史
台灣清治末期至日治初期，田子林地區為一街庄，稱為「佃仔林庄」，隸屬於他里霧堡。該庄西北隔虎尾溪與過港庄為界，北與埔羗崙庄為鄰，東與埤頭庄、茄苳腳庄為鄰，南邊東段及中段為大埤頭庄，南邊西段及西南邊為舊庄。
1901年（日治明治三十四年）11月，全台廢縣廳改設二十廳，該庄隸屬於斗六廳。1903年（明治三十六年）6月，該庄編入「茄苳腳區」，隸屬於斗六廳。1909年（明治四十二年）10月，合併二十廳為十二廳，茄苳腳區改隸屬於嘉義廳。1920年（大正九年），全台地方制度大改正，廢十二廳改設五州二廳，該庄改制並改名為「田子林」大字，隸屬於臺南州斗六郡大埤庄。
戰後大埤庄改制為大埤鄉，隸屬於臺南縣，大字亦改制為村。1950年10月，雲、嘉、南分治，大埤鄉改隸屬雲林縣。

## 聚落
本地區發展較早的聚落有浮潭、佃仔林、頂田尾、田尾廍（田尾）等，在日治期初期的官方地圖上已有記載。此外，本地區尚有廍興聚落。

## 交通
國道1號又稱「中山高速公路」，是貫穿台灣西部的兩條縱向高速公路之一，大致以東北微北—西南微南走向經過田子林地區東部邊界外不遠處，並與省道台78線（東西向快速公路－台西古坑線）交會於本地區東北東方的雲林系統交流道。北側最近的一般交流道是縣道158號交會處的斗南交流道；南側最近的是縣道162號交會處的大林交流道。由此等可快速前往國道1號沿線各地，或經由雲林系統交流道轉省道台78線快速前往雲林縣西部及東部。
縣道157號（大埤路、中正路、民生路）是斗南至嘉義縣布袋鎮過溝的道路，大致以東北微東—西南微西走向轉東向西再轉東北—西南走向經過本地區東南部邊界外不遠處的大埤市區。由該道路向東北微東經國道1號高架橋下、省道台78線（東西向快速公路－台西古坑線）高架橋下可前往茄苳腳並止於其東部邊界北側的省道台1線路口（斗南市區南郊）；向西南可前往溪口、新港、六腳、朴子、東石東南部、布袋北部的過溝等地。
鄉道雲86線（聯豐路）是卓運至大東的道路，大致以西南西—東北東走向由本地區西南部邊界入境後蜿蜒而行，至田尾廍（田尾）聚落經鄉道雲173線路口後轉東北直行，其後於本地區北部邊界中央偏西處經鄉道雲96線路口出境。由該道路向西南西可前往舊庄北端、鹿寮、糞箕湖與客子厝交界地帶並止於縣道145號路口（卓運厝聚落西北郊）；向東北可前往埔羗崙、大東地區並止於大東聚落南側的鄉道雲85線路口。
鄉道雲96線是下莊仔至斗南的道路，目前因受阻於虎尾溪並未全線通車。虎尾溪東側路段的起點位於本地區極北點附近的豐岡堤防叉路口（埔羗崙地區田心聚落西北西郊），向東南大致沿本地區與埔羗崙邊界地帶而行，經鄉道雲86線路口轉東南微南入境後再轉南南東，至田子林聚落轉東微南再轉東北東蜿蜒而行再轉北北東，出聚落後至本地區北部邊界地帶經鄉道雲175線路口，轉東北東沿邊界而行，其後沿邊界地帶轉東再轉東微南以至於本地區東北角出境，可前往埤頭、五間厝並止於其東部邊界的省道台1線路口。虎尾溪西側路段的東側端點位於田心聚落北方虎尾溪對岸的過港地區竹腳寮聚落東南側圳道仁六橋南側路口，向西南轉西南西沿圳道南岸而行，至路口轉南再轉西南出聚落蜿蜒而行，可前往溪埔寮、下庄子聚落並止於縣道145甲線路口。
鄉道雲173線是土庫至牛埔寮的道路，大致以西北—東南走向到達本地區西北部邊界處轉南南東入境，至田尾廍（田尾）聚落經鄉道雲86線路口後續行，其後轉東南微東，至本地區南部邊界西側繞彎道轉南微東經鄉道雲178線起點路口出境。由該道路向西北過虎尾溪聯美大橋可前往過港中西部、土庫市區並止於縣道145甲線起點路口暨鄉道雲100線終點路口（土庫商工旁圓環）；向南微東可前往舊庄、大埤與游厝交界地帶並止於縣道157號路口（牛埔寮聚落北郊）。
鄉道雲175線是豐岡至大埤的道路，大致以北微東—南微西走向由本地區北部邊界中央偏東處經鄉道雲96線路口入境後直行，其後轉東南蜿蜒而行以至出境。由該道路向北微東可前往埔羗崙並止於鄉道雲86線路口；向東南可前往大埤並止於鄉道雲174線路口。
鄉道雲178線是大竹圍至箔雁岸的道路，其西北側端點（起點）位於本地區南部邊界西側外緣的鄉道雲173線路口。由此向東轉東北至本地區南部邊界延潭大排南岸，轉東微北沿該大排南岸而行，其後轉東離開大排並遠離邊界，可前往大埤、盧竹巷地區的箔雁岸聚落並止於鄉道雲180線路口。
鄉道雲179線是新崙（溝心聚落北側）至大埤的道路，大致以北北東—南南西走向經過本地區東部凸出部分，並於本地區北側邊界地帶與鄉道雲96線相會。由該道路向北北東可前往埔羗崙東南端、埤頭西端、大東地區的溝心聚落北側並止於鄉道雲86線路口；向南南西可前往大埤並止於鄉道雲178線路口。

## 學校
- 聯美國小